# Master Mariners
Die drei Schiffe   President Polk, President Monroe und President Harrison der US-amerikanischen Reederei American President Lines wurden während ihrer Dienstzeit zweimal grundlegend umgebaut. Sie wurden 1965/66 gebaut und erhielten die MARAD-Bezeichnung C4-S-1qa. Die Reederei gab ihnen die Bezeichnung Master Mariners (deutsch etwa: Kapitän auf großer Fahrt), die gleichzeitig auf ihre Herkunft und Weiterentwicklung der Mariner-Klasse hindeutete. Nach dem ersten Umbau zum Semicontainerschiffen erhielten sie das Kürzel C6-S-1qc. Im dritten Teil ihrer Karriere dienen sie bis heute dem Military Sealift Command der United States Navy als Hilfskranschiffe der Keystone-State-Klasse mit dem MARAD-Bezeichnung C6-S-MA1qd.

## Geschichte
Die drei Turbinen-Stückgutschiffe wurden die ursprünglich in den Jahren 1965/66 bei der Werft National Steel and Shipbuilding Company in San Diego gebaut. Schon bald nach der Indienststellung wurde die künftige Bedeutung des Containers in der Handelsschifffahrt unübersehbar, woraufhin man das Schiffstrio 1972/73 zur Werft Todd Shipyards in Seattle, Washington sandte, wo sie um rund 32 Meter verlängert und zu Semicontainerschiffen des MARAD-Typs C6-S-1qc umgebaut wurden. In der Zeit vom September 1972 bis zum Februar 1973 kamen die Schiffe wieder in Fahrt. Im Zeitraum vom April 1979 bis zum Oktober 1982 gab die Reederei die Schiffe zu den Bedingungen des Merchant Marine Act von 1936 wieder an die United States Maritime Administration (MARAD) zurück, die sie zwischen Mai 1980 und Juli 1982 der Suisun Bay Reserve Fleet zuordnete. 1986/87 übernahm die U.S.Navy die Schiffe, ließ sie bei der Werft Defoe Shipbuilding in Bay City, Michigan zu Hilfskranschiffen des Typs Marad Design C6-S-MA1qd umrüsten. Heute sind die drei Schiffe Teil der Ready Reserve Fleet und unterstehen dem Military Sealift Command.

## Technik
Das C-4-S-1qa Design stellte beim Bau einen zeitgemäßen Stückgutschiffsentwurf mit kurz hinter der Schiffsmitte liegendem leicht stromlinienförmigen Brückenhaus, stark vornüberfallendem Steven mit Bugwulst und einem Kreuzerheck dar.
Die Aufteilung der Laderäume war die eines herkömmlichen Stückgutschiffs, wies aber in vielerlei Hinsicht moderne Details auf. Die Lukendeckel mit großem Decksöffnungsgrad auf dem Hauptdeck sollten im Zusammenhang mit den großen hydraulischen Zwischendecksluken einen problemlosen vertikalen Zugang zur Ladung gewährleisten. Die Umschlageinrichtungen bestanden aus zeitgemäßen Ladebäumen. Die Schiffe verfügten über fünf teilweise auf Kühlladung ausgelegte Laderäume und Tieftanks für flüssige Ladungen. Die Aufbauten waren komplett klimatisiert. Der Schiffstyp erreichte durch seinen Getriebedampfturbinenantrieb Geschwindigkeiten von gut 20 Knoten.
Nach dem ersten Umbau zum Semicontainerschiff, der durch den Einbau einer 32 Meter langen Mittelschiffssektion erfolgte, konnten die Schiffe wieder für eine begrenzte Periode als zeitgemäß bezeichnet werden.
Der letzte Umbau im Auftrag der US Navy veränderte die Schiffe ein weiteres Mal. Unter anderem durch den Einbau von sechs leistungsfähigen 30-Tonnen-Schiffskränen mit großer Auslage und 60 Tonnen Hubvermögen im koppelbaren Gemini-Betrieb passte man die Einheiten Mitte der 1980er Jahre an die neuen militärischen Bedürfnisse an. Mit dem neuen Ladegeschirr konnten nun auch schwere Ladegüter, wie  beispielsweise Panzer bewältigt, oder der Ladungsumschlag anderer Schiffe ohne eigenes Ladegeschirr durchgeführt werden.

## Übersicht
| Master Mariners  | Master Mariners                             | Master Mariners    | Master Mariners |
| Indienststellung | Werft/Baunummer                             | Bauname            | Umbenennungen und Verbleib |
| ---------------- | ------------------------------------------- | ------------------ | --- |
| 1965             | National Steel and Shipbuilding Company/338 | President Polk     | 1972/73 zum Semicontainerschiff umgebaut, 1984 → Grand Canyon State, 1986 → Umbau zum Hilfskranschiff Grand Canyon State (T-ACS 3) der MSC/RRF                |
| 1966             | National Steel and Shipbuilding Company/339 | President Monroe   | 1972/73 zum Semicontainerschiff umgebaut, 1984 → Gem State, 1986 → Umbau zum Hilfskranschiff Gem State (T-ACS 2) der MSC/RRF                                  |
| 1966             | National Steel and Shipbuilding Company/340 | President Harrison | 1973 zum Semicontainerschiff umgebaut, 1982 aufgelegt NDRF, 1984 → Keystone State, 1987 1984 → Umbau zum Hilfskranschiff Keystone State (T-ACS 1) der MSC/RRF |